# Louis II de la Trémoille
Luis II de la Trémoille, vizconde de Thouars y señor de La Trémoille, gobernador de Borgoña y primer chambelán del rey de Francia entre otros títulos (20 de septiembre de 1460, Bommiers, Francia - 24 de febrero de 1525, Pavía, Italia), fue un noble francés y general que participó en la llamada Guerra loca y en las guerras italianas. Sirvió a los reyes Luis XI, Carlos VIII, Luis XII y Francisco I de Francia.

## Biografía
Luis de la Trémoille nació el 20 de septiembre de 1460 en el castillo de Bommiers en Poitou. Sus padres eran Luis I de la Trémoille y Margarita de Amboise que, además de a Luis, tuvieron otros tres hijos menores: Georges, Jacques y Jean.  Luis fue educado desde pronta edad para la guerra. A los once años fueron llevados al castillo de Bommiers otros niños de su edad para que lo acompañaran en su educación militar.
Cuando Luis contaba trece años, Luis XI envió a un caballero al castillo para pedir a su padre que lo pusiera a su servicio. Sin embargo, su padre rehusó enviarlo de inmediato alegando que era demasiado joven. Luis se sintió afectado por la respuesta de su padre, ya que estaba encantado de ir a la corte. Poco después Luis, en una partida de caza, se perdió en el bosque y pasó allí la noche hasta que un amigo de juegos, Odet de Chazerac, pudo encontrarlo. Este hecho demostró a su padre que Luis era más fuerte de lo que pensaba y, por eso, no tuvo excusas cuando su hijo le pidió que le dejara marchar a la corte.

### Al servicio de Luis XI

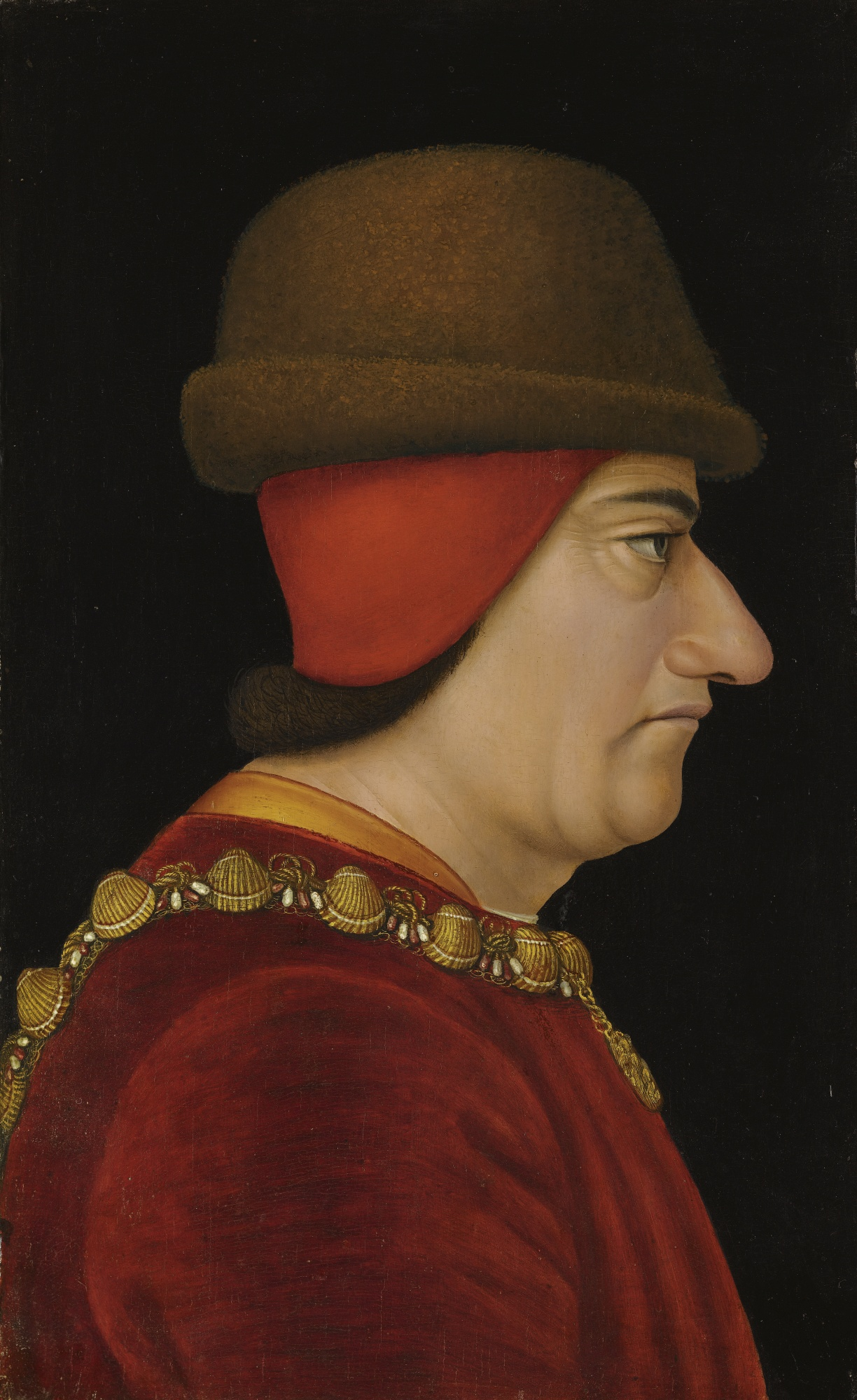
Luis XI de Francia.

Al año de llegar a la corte, tanto Luis como Odet de Chazerac que lo había acompañado, fueron nombrados escuderos. Poco tardaría Luis en conocer la guerra. El 6 de enero de 1477, Carlos el Temerario moría en la batalla de Nancy y tres días después el rey Luis ordenaba la ocupación militar de Borgoña. El ejército francés entró en las posesiones borgoñonas sin encontrar resistencia, pero algunas plazas se levantaron seguidamente enardecidas por las proclamas del futuro emperador Maximiliano de Habsburgo, consorte de la nueva duquesa María de Borgoña. Las tropas imperiales dirigidas por Juan II de Châlon-Arlés, príncipe de Orange, tomaron pronto la ofensiva contra las tropas francesas.
Luis sirvió bajo el mando de su tío Jorge II de Trémoille, señor de Craon, distinguiéndose en el sitio de Bouchain y en la toma de Avesnes.
El 8 de septiembre de 1477 se firmó una tregua entre las dos partes. Durante la misma, Luis fue recompensado por sus buenos servicios,  concediéndosele el favor de ser nombrado caballero a pesar de que aún no había alcanzado la edad requerida para ello.
Al año siguiente, las tropas francesas se apoderaron de Borgoña y Luis tomó parte en la batalla de Guinegate (1479).
En 1483 falleció su padre y Luis recibió los títulos de vizconde de Thouars y de príncipe de Talmont. Luis fue enviado poco después a Flandes para concertar el matrimonio de Margarita de Habsburgo con el delfín Carlos (el futuro Carlos VIII), lo que consiguió con la firma del tratado de Arras por el que Francia ganaba además Artois y el Franco Condado en concepto de dote matrimonial.

### Al servicio de Carlos VIII

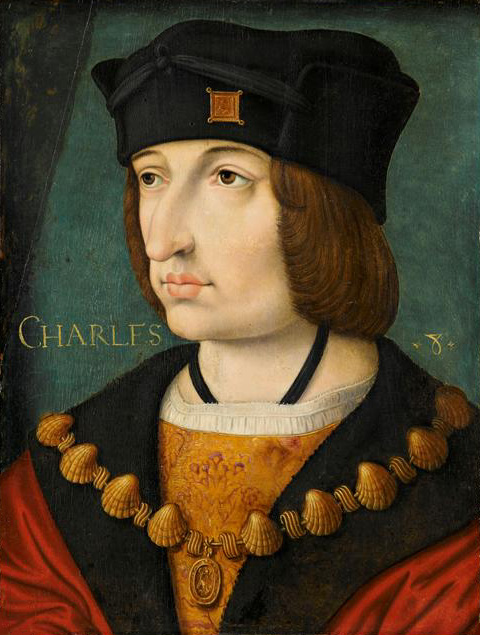
Carlos VIII de Francia

El rey Luis XI murió en Plessis-les-Tours el 30 de agosto de 1483. En los Estados Generales celebrados en 1484, Ana de Beaujeu fue elegida regente de Carlos VIII, lo que desagradó al entonces duque de Orléans (y futuro Luis XII), quien creía poseer ese derecho. El duque de Orléans huyó a Bretaña acompañado de otros nobles descontentos, como François d'Orléans-Longueville, conde de Dunois, o Juan II de Châlon-Arlés, príncipe de Orange, dando comienzo a la Guerra loca. La rebeldía de esos nobles se unió a la problemática bretona.
En Bretaña, el duque Francisco II de Bretaña carecía de hijos varones y tenía como única heredera a Ana de Bretaña. La nobleza bretona se dividió en dos facciones: una parte deseaba mantener la integridad territorial de Francia mientras que la otra, encabezada por Alano de Albret, prefería la ruptura. Albret ideó casar a Ana de Bretaña con Maximiliano I de Habsburgo para consumar la independencia plena del territorio. En las negociaciones aparecieron mezclados los Reyes Católicos, pues los monarcas peninsulares ofrecían ayuda militar a cambio de una negociación favorable a la integración de Navarra en España.
La cuestión de Bretaña acabó mezclándose finalmente con una guerra entre la alta nobleza y la autoridad monárquica, que en ese momento personificaba la regencia de Ana de Beaujeu. Ana concedió el mando del ejército real a Luis de la Trémoille, que sólo tenía veintisiete años, quien tomó las principales plazas y ciudades de Bretaña (Châteaubriant, Ancenis y Fougères) y venció al duque de Orléans en la decisiva Batalla de Saint-Aubin-du-Cormier (27 de julio de 1488), donde hizo prisioneros al propio duque de Orléans y al príncipe de Orange. 
Pocos días después, Francisco II de Bretaña tuvo que firmar el Tratado de Sablé (20 de agosto) prometiendo una alianza con Carlos VIII de Francia y la expulsión de todos los extranjeros.

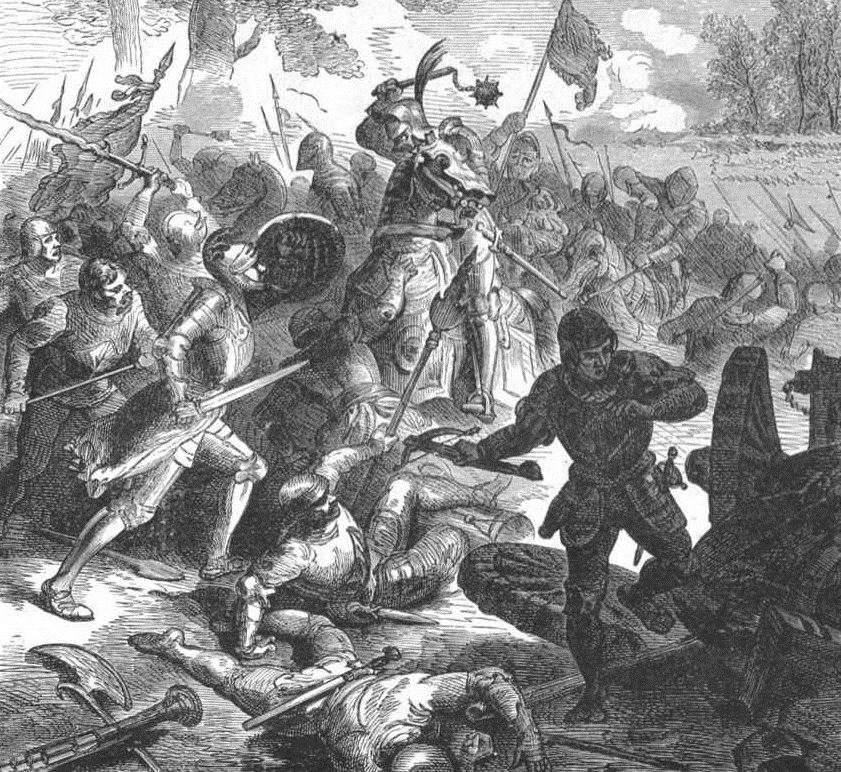
Batalla de Saint-Aubin-du-Cormier, obra de Paul Lehugeur

Pero la guerra iba a continuar en Bretaña al morir el duque Francisco II de Bretaña en septiembre de 1488. Las hostilidades se reanudaron, siendo apoyados los bretones por los Reyes Católicos, Maximiliano de Habsburgo y Enrique VII de Inglaterra. En los años siguientes, La Trémoille, una vez más el teniente general, ocupó casi todo el ducado. En mayo de 1491 rindió la ciudad de Rennes, recibiendo las llaves de la ciudad de Ana de Bretaña y poniendo fin a la Guerra Loca. 
Ana de Beaujeu obtuvo el compromiso matrimonial de Carlos VIII con Ana de Bretaña, aunque para lograrlo hubo que desechar el enlace con Margarita de Austria y romper el Tratado de Arras.
Poco después del final de la Guerra Loca, Carlos VIII le concedió a Luis de la Trémoille el cargo de primer chambelán.

#### Guerra italiana de 1494-1495
Carlos VIII pudo conseguir la paz primero con los príncipes de Francia y algún tiempo después con Maximiliano, pero esa paz no iba a ser duradera, ya que pronto se obsesionó con la conquista de Nápoles en virtud de los derechos de la Casa de Anjou, como primer paso para realizar una cruzada que lo llevara a la conquista de Constantinopla.
De la Trémoille se fue a Nápoles acompañando a Carlos VIII en la Guerra italiana de 1494-1498 como chambelán, aunque no parecía tener una función militar en particular. El rey le encargó varias embajadas, la primera ante el emperador Maximiliano I de Habsburgo (primavera de 1494), luego con Ludovico Sforza (septiembre de 1494) y finalmente con el papa Alejandro VI (diciembre de 1494).
El 9 de febrero de 1495 participó en el asalto al Monte San Giovanni, fortaleza situada en la frontera septentrional napolitana. Tras la ocupación de la capital napolitana, durante tres meses (febrero-mayo de 1495) vivió en Nápoles asistiendo a los consejos del rey.
Carlos VIII había atravesado fácilmente toda la península itálica, pero la preocupación de que Italia se transformara en una provincia francesa, así como la inusual violencia y las masacres perpetradas por transalpinos y mercenarios suizos a su sueldo, favorecieron la formación de una alianza, la Liga de Venecia, formada por los principales Estados italianos de la época, la República de Venecia, los Estados Pontificios, el Sacro Imperio Romano Germánico, el Imperio español, el reino de Nápoles y el ducado de Milán, que en el entretanto había cambiado sus alianzas, mientras que un controvertido régimen teocrática se establecía en la república de Florencia.
El ejército francés en Nápoles podía ver amenazadas sus rutas de comunicación y Carlos VIII decidió volver a Francia antes de que los confederados le cortaran el paso, por lo que abandonó Nápoles el 20 de mayo de 1495.

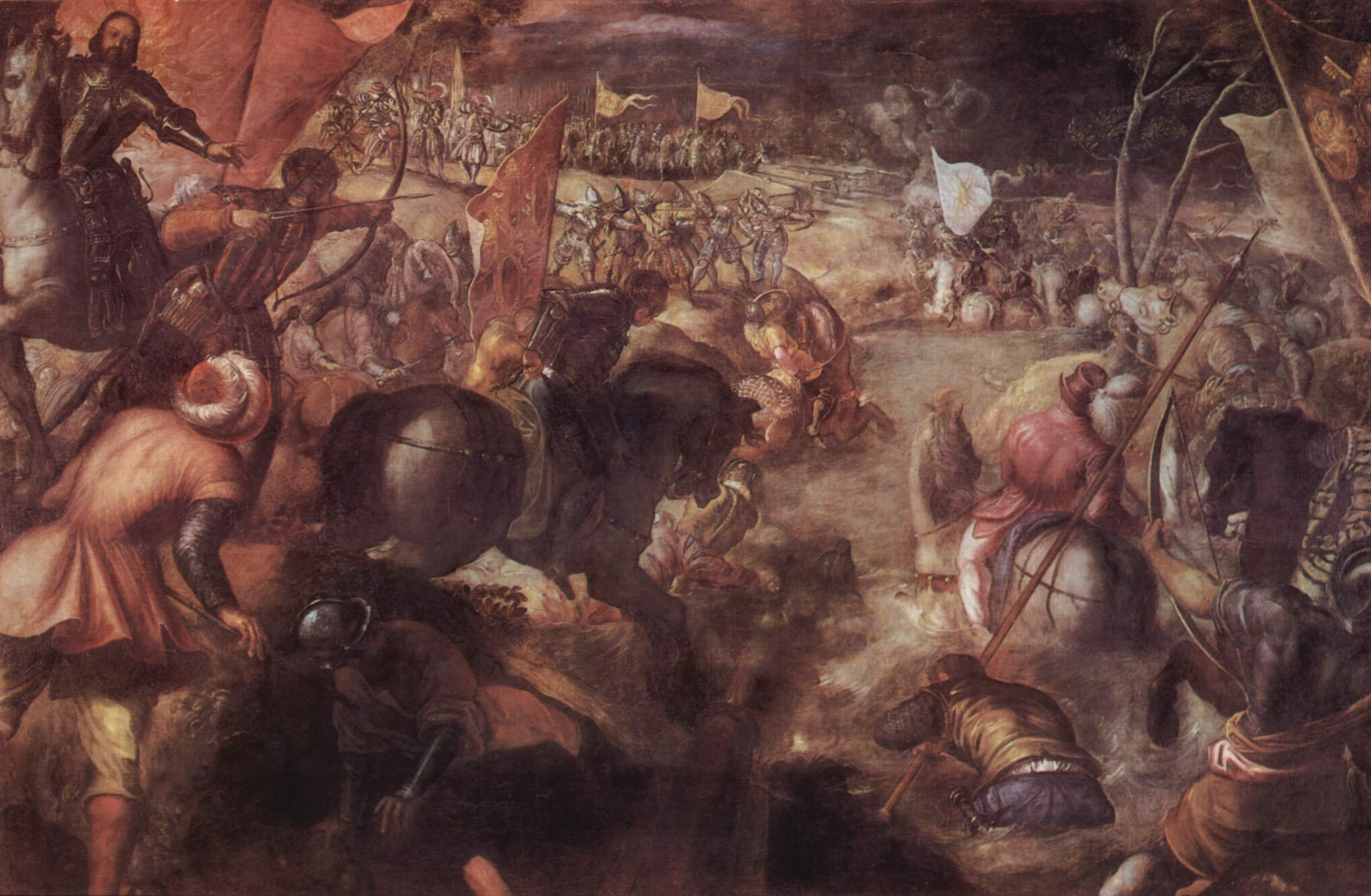
Batalla de Fornovo, obra del Tintoretto

Luis de la Trémoille regresó con Carlos VIII y tomó parte en la batalla de Fornovo (6 de julio de 1495). Su energía y determinación fueron claves para cruzar los pasos de los Apeninos sin tener que abandonar la artillería y los bagajes.
Asimismo parece que desempeñó un papel importante en las negociaciones que condujeron a la Paz de Vercelli (9 de octubre).
Al regresar a Francia, el rey nombró a Luis de la Trémoille teniente general de Poitou, Angoumois, Aunis, de Anjou y la Marca de Bretaña, y poco después le nombró Almirante de Guyena que estaba  vacante por la muerte del almirante Mateo de Borbón.

### Servicio bajo Luis XII

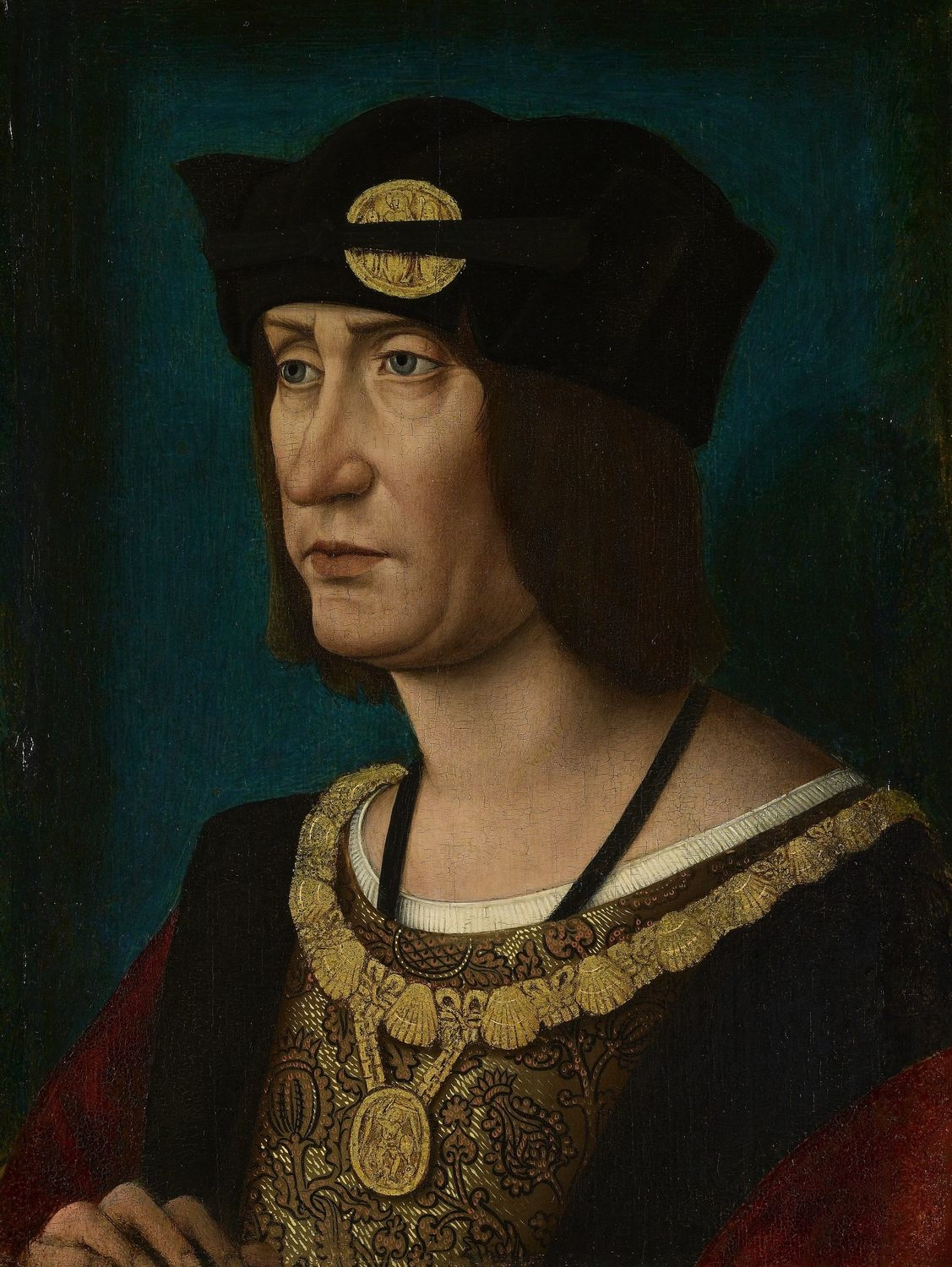
Luis XII de Francia.

Tras la muerte de Carlos VIII ascendió al trono el duque de Orléans con el nombre de Luis XII de Francia, quien decidió no tomar represalias contra Luis de la Trémoille por su apresamiento en la Batalla de Saint-Aubin-du-Cormier y le ratificó en todos sus cargos.
Luis no tomó parte en la conquista de Milán, llevada a cabo en el verano de 1499, pero acompañó al rey como cortesano en su viaje a Lombardía (septiembre-noviembre).)
En enero de 1500 Ludovico Sforza intentó reconquistar su ducado con la ayuda de Maximiliano I de Habsburgo. Luis XII nombró a Luis de la Trémoille Teniente General de Milán, quien tuvo que cruzar las montañas en marzo al mando de un importante ejército. Puso bajo asedio la ciudad de Novara (abril de 1500) y logró derrotar a un ejército milanés que acudió para levantar el sitio. Ludovico Sforza, que dirigía el ejército milanés, fue capturado poco después (10 de abril).) Tras la batalla se encargó de la ocupación de las fortalezas y de los asuntos de Milán en nombre del rey hasta que en junio regresó a Francia.
La alianza de Luis XII con Alejandro VI fomentó la ambición de César Borgia, quien trató de construirse un reino en el centro de Italia, lo cual despertó las suspicacias de Luis XII, quien nombró a La Trémoille responsable de una expedición contra los Borgia. César Borgia, alarmado, entró en conversaciones con Luis XII para convencerle de sus buenas intenciones, por lo que la expedición resultó breve.
Mientras sucedía esto en el norte de Italia, en el sur de la península las tropas francesas fueron derrotadas por el ejército español al mando de Gonzalo Fernández de Córdoba en la batalla de Ceriñola. 
Luis XII se apresuró a enviar un ejército de ayuda dirigido por Luis de la Trémoille. Sin embargo, el 13 de julio, cuando se celebraba un consejo de guerra en Parma, La Trémoille sufrió un ataque de fiebres, probablemente provocado por la malaria y casi murió.

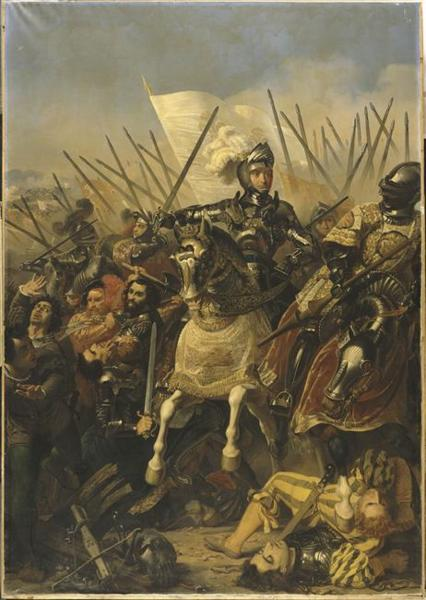
Batalla de Agnadello, obra de Pierre-Jules Jollivet

Luis XII lo reemplazó finalmente por Francisco II Gonzaga, duque de Mantua, al que sustituirá más tarde Ludovico II, marqués de Saluzzo, quien fue derrotado por el Gran Capitán en la Batalla de Garellano.
Mientras tanto, Alejandro VI había muerto en Roma (18 de agosto) y las tropas francesas se instalaron en las afueras de Roma para garantizar la elección de un papa favorable a Francia. Luis de la Trémoille se reunió con estas tropas pero, aún enfermo, tuvo que regresar a Francia.
Durante estos años, los mandos en Italia solo habían sido una parte del ámbito de influencia de Luis de la Trémoille. En Francia había sido nombrado almirante de Bretaña y Guyena en 1502 y gobernador de Borgoña en 1506.
En 1509 participó junto a Luis XII en la Guerra de la Liga de Cambrai contra la República de Venecia y en la Batalla de Agnadello. 
Durante el verano de 1512, los franceses perdieron el Milanesado, y Luis de la Trémoille fue enviado a Suiza a renegociar una alianza que en última instancia resultó ser imposible.
Tras las negociaciones, Luis XII envió a Lombardía un nuevo ejército francés al mando de Luis de la Trémoille y de Gian Giacomo Trivulzio, que avanzó hasta Novara.
En la batalla de Novara (6 de junio de 1513) el ejército suizo obligó a retirarse al francés, tras lo que puso sitio a Dijon. Luis de la Trémoille se encargó de la defensa de Dijon y negoció con los suizos la retirada de sus tropas a cambio de una gran suma de dinero (13 de septiembre).

### Servicio bajo Francisco I

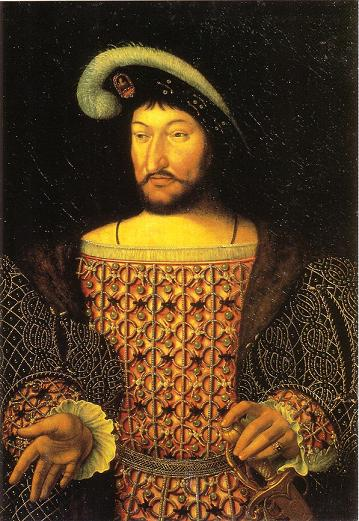
Francisco I de Francia.

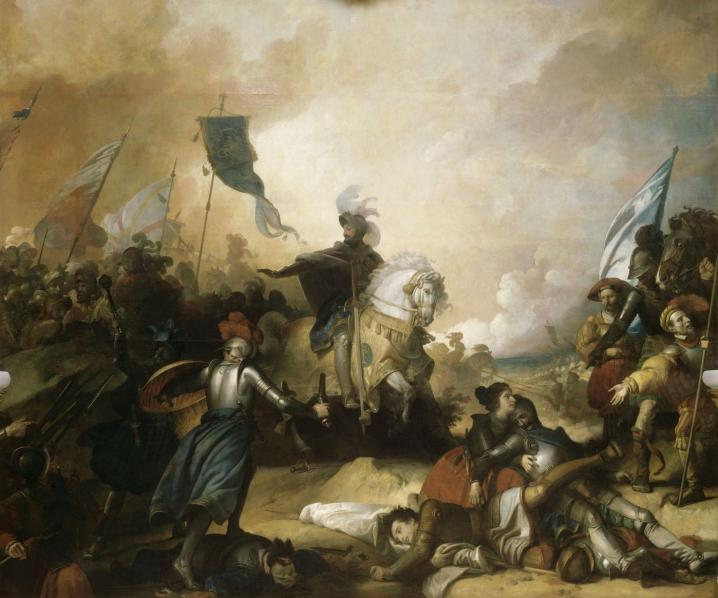
Batalla de Marignano (1515), obra de Fragonard

Luis XII murió en 1515 antes de poder tomar venganza y fue sucedido por Francisco I, quien aprovechó los preparativos iniciados por Luis XII para atacar de nuevo Lombardía y derrotar decisivamente a los suizos en la batalla de Marignano. Esa victoria para las armas francesas fue un desastre para Luis de la Trémoille, ya que perdió en ella a su único hijo varón.
En 1516 intervinó en la negociación del Concordato de Bolonia. Después abandonó Italia para gobernar Borgoña y combatió en Picardía y Artois entre los años 1521 y 1523, defendiendo esas regiones de los ejércitos combinados de Inglaterra y el Sacro Imperio Romano Germánico, aunque no pudo impedir que los ingleses llegaran a amenazar París en 1523.
En 1524 cruzó los Alpes e invadió nuevamente Milán, recibiendo el gobierno de Milán (octubre de 1524), pero poco después Francisco I, sin hacer caso a los consejos de sus asesores, entre ellos Luis de la Trémoille, buscó la batalla campal contra los españoles. En la batalla de Pavía, Francisco I fue hecho prisionero mientras la caballería de Francia se veía abatida por el fuego de los arcabuceros españoles.

## Fallecimiento

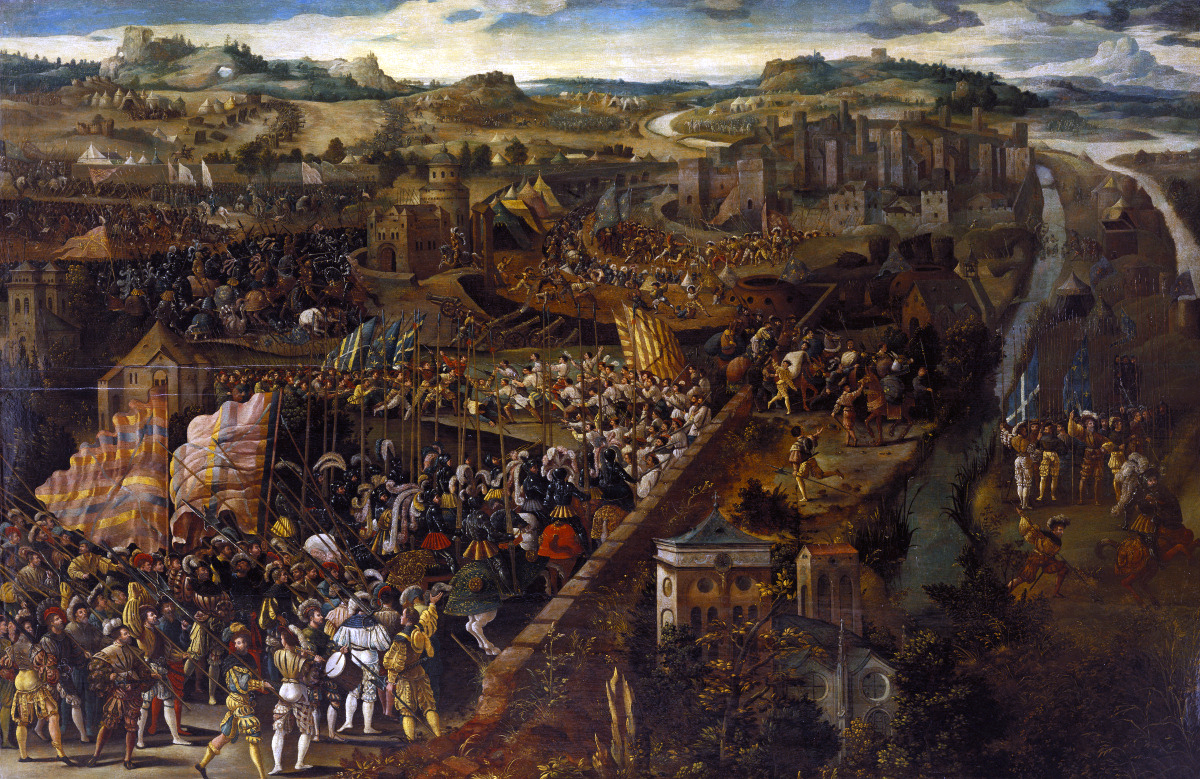
Batalla de Pavía.

Luis de la Trémoille murió en la batalla de Pavía (24 de febrero de 1525) abatido por una bala de arcabuz. 

## Matrimonios y descendencia
Luis II de la Trémoille contrajo matrimonio el 28 de julio de 1484 con Gabriela de Borbón, hija de Gabriela de La Tour y de Luis I de Montpensier. De ese matrimonio nació un único hijo, Carlos de la Trémoille (abril de 1485 - 13 de septiembre de 1515) que se casó con Luisa de Coëtivy, hija de Carlos de Coëtivy, conde de Taillebourg, y Juana de Angulema. Tuvieron un hijo en 1505: Francisco de la Trémoille.
En noviembre de 1516, el reciente viudo Luis II de la Trémoille volvió a contraer nupcias con Luisa Borgia (1500-1553), hija de César Borgia y nieta del papa Alejandro VI. El matrimonio se celebró en abril de 1517; la gran diferencia de edad de los cónyuges parece haber causado un escándalo. No tuvieron hijos.